# Пудикова, Нина Константиновна
Ни́на Константи́новна Пу́дикова (3 февраля 1912, Сумская область — 7 июля 1996, Запорожье) — передовик советской чёрной металлургии, начальник контрольно-испытательной лаборатории завода «Днепроспецсталь» Запорожского совнархоза, Герой Социалистического Труда (1960).

## Биография
Родилась в 1912 году на территории современной Сумской области. Завершила обучение в 1932 году в Сумском техникуме. С 1932 по 1933 годы работала сменным химиком на Хмельницком сахарном заводе Воронежского треста.
С 1933 года проживала в городе Запорожье. Стала работать травильщицей металла в лаборатории металлургического завода «Запорожсталь». Окончив обучение в Днепропетровском металлургическом институте стала работать инженером термометаллографической лаборатории металлургического завода.
В начале Великой Отечественной войны эвакуировалась сначала на Кавказ, а затем в Новосибирск. Стала трудиться на Новосибирском металлургическом заводе, вначале инженером, затем заместителем начальника и начальником лаборатории. В 1950-х годах вернулась в Запорожье. С 1955 года трудилась в должности начальника контрольно-испытательной лаборатории завода «Днепроспецсталь». Применила ряд новшеств в контрольных работах с металлом и продукции из него. Была отличным наставником для молодых специалистов.
«В ознаменовании 50-летия Международного женского дня, за выдающиеся достижения в труде и особо плодотворную общественную деятельность», указом Президиума Верховного Совета СССР от 7 марта 1960 года Нине Константиновне Пудиковой было присвоено звание Героя Социалистического Труда с вручением ордена Ленина и медали «Серп и Молот».
Продолжала работать на заводе, с 1967 года трудилась в должности начальника цеха испытаний.
Проживала в городе Запорожье. Умерла 7 июля 1996 года.

## Награды
За трудовые успехи была удостоена:
- золотая звезда «Серп и Молот» (07.03.1960);
- орден Ленина (07.03.1960);
- Медаль «За трудовое отличие» (06.02.1951);
- другие медали.